# Powiat Heidenheim
Powiat Heidenheim (niem. Landkreis Heidenheim) – powiat w Niemczech, w  kraju związkowym Badenia-Wirtembergia, w rejencji Stuttgart, w regionie Ostwürttemberg. Stolicą powiatu jest miasto Heidenheim an der Brenz.

## Podział administracyjny
W skład powiatu Heidenheim wchodzą:
- cztery gminy miejskie (Stadt)
- siedem gmin wiejskich (Gemeinde)
- dwie wspólnoty administracyjne (Vereinbarte Verwaltungsgemeinschaft)
- jeden związek gmin (Gemeindeverwaltungsverband)

Miasta:
| Lp. | Nazwa miasta            | Ludność (31.12.2010) | Powierzchnia km² |
| --- | ----------------------- | -------------------- | ---------------- |
| 1   | Giengen an der Brenz    | 19.434               | 44,05            |
| 2   | Heidenheim an der Brenz | 48.164               | 107,10           |
| 3   | Herbrechtingen          | 13.078               | 58,63            |
| 4   | Niederstotzingen        | 4.645                | 29,80            |

Gminy wiejskie:
| Lp. | Nazwa gminy           | Ludność (31.12.2010) | Powierzchnia km² |
| --- | --------------------- | -------------------- | ---------------- |
| 1   | Dischingen            | 4.419                | 78,06            |
| 2   | Gerstetten            | 11.667               | 92,43            |
| 3   | Hermaringen           | 2.313                | 15,26            |
| 4   | Königsbronn           | 7.085                | 45,46            |
| 5   | Nattheim              | 6.220                | 44,99            |
| 6   | Sontheim an der Brenz | 5.525                | 28,92            |
| 7   | Steinheim am Albuch   | 8.566                | 82,41            |

Wspólnoty administracyjne:
| Lp. | Nazwa wspólnoty administracyjnej | Ludność (31.12.2010) | Powierzchnia km² | Liczba gmin |
| --- | -------------------------------- | -------------------- | ---------------- | ----------- |
| 1   | Giengen an der Brenz             | 21.747               | 59,31            | 2           |
| 2   | Heidenheim an der Brenz          | 54.384               | 152,09           | 2           |

Związki gmin:
| Lp. | Nazwa związku gmin        | Ludność (31.12.2010) | Powierzchnia km² | Liczba gmin |
| --- | ------------------------- | -------------------- | ---------------- | ----------- |
| 1   | Sontheim-Niederstotzingen | 10.170               | 58,72            | 2           |